# Marina Hegering
Marina Hegering (Bocholt, Alemania; 17 de abril de 1990) es una futbolista alemana. Juega como centrocampista y su equipo actual es el Wolfsburgo de la Bundesliga de Alemania. Es internacional con la selección de Alemania.

## Clubes
| Club                | País     | Año       |
| ------------------- | -------- | --------- |
| FCR 2001 Duisburg   | Alemania | 2007-2011 |
| Bayer 04 Leverkusen | Alemania | 2011-2017 |
| SGS Essen           | Alemania | 2017-2020 |
| Bayern de Múnich    | Alemania | 2020-2022 |
| Wolfsburgo          | Alemania | 2022-act. |

## Participaciones en Copas del Mundo
| Mundial                     | Equipo          | Sede                    | Resultado        |
| --------------------------- | --------------- | ----------------------- | ---------------- |
| Copa Mundial Sub-20 de 2008 | Alemania sub-20 | Chile                   | Tercer lugar     |
| Copa Mundial Sub-20 de 2010 | Alemania sub-20 | Alemania                | Campeón          |
| Copa Mundial de 2019        | Alemania        | Francia                 | Cuartos de final |
| Copa Mundial de 2023        | Alemania        | Australia Nueva Zelanda | Fase de grupos   |

## Palmarés

### Campeonatos nacionales
| Título           | Club              | País     | Temporada |
| ---------------- | ----------------- | -------- | --------- |
| Copa de Alemania | FCR 2001 Duisburg | Alemania | 2008-2009 |
| Copa de Alemania | FCR 2001 Duisburg | Alemania | 2009-2010 |
| Bundesliga       | Bayern de Múnich  | Alemania | 2020-21   |
| Copa de Alemania | Wolfsburgo        | Alemania | 2022-23   |

### Campeonatos internacionales
| Título              | Equipo                       | Sede            | Año     |
| ------------------- | ---------------------------- | --------------- | ------- |
| Liga de Campeones   | FCR 2001 Duisburg            | Rusia/ Alemania | 2008-09 |
| Copa Mundial Sub-20 | Selección de Alemania sub-20 | Alemania        | 2010    |